# Pinewood Estates
Pinewood Estates – jednostka osadnicza w Stanach Zjednoczonych, w stanie Teksas, w hrabstwie Hardin.